# Перницы
Перницы — деревня в Новосельском сельском поселении Сланцевского района Ленинградской области.

## История
ПЕРНИЦЫ — деревня принадлежит князю Никите Дондукову-Корсакову, число жителей по ревизии: 31 м. п., 33 ж. п. (1838 год)

ПЕРНИЦЫ — деревня князя Дондукова-Корсакова, по просёлочной дороге, число дворов — 9, число душ — 40 м. п. (1856 год)

ПЕРНИЦЫ — деревня владельческая при колодце, число дворов — 11, число жителей: 38 м. п., 35 ж. п. (1862 год) 

В XIX — начале XX века деревня административно относилась к Выскатской волости 1-го земского участка 1-го стана Гдовского уезда Санкт-Петербургской губернии.
Согласно Памятной книжке Санкт-Петербургской губернии 1905 года деревня входила во 2-е Гусевское сельское общество.

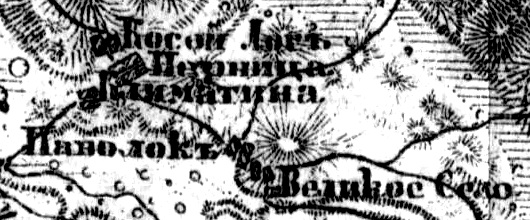
Деревня Перницы на карте 1919 года

В 1917 году деревня находилась в составе Гоголевской волости Гдовского уезда.
С 1918 года, в составе Рудненской волости.
С 1922 года, в составе Наволокского сельсовета Доложской волости.
С февраля 1927 года, в составе Выскатской волости.
С августа 1927 года, в составе Рудненского района.
С 1928 года, в составе Новосельского сельсовета. В 1928 году население деревни составляло 155 человек.
С 1930 года, в составе Савиновщинского сельсовета.
По данным 1933 года деревня Перницы входила в состав Савиновщинского сельсовета Рудненского района. С августа 1933 года, в составе Гдовского района.
С 1935 года, в составе Новосельского сельсовета.
С января 1941 года, в составе Сланцевского района.
Деревня была освобождена от немецко-фашистских оккупантов 3 февраля 1944 года.
С 1963 года, в составе Кингисеппского района.
По состоянию на 1 августа 1965 года деревня Перницы входила в состав Новосельского сельсовета Кингисеппского района. С ноября 1965 года, вновь в составе Сланцевского района. В 1965 году население деревни составляло 37 человек.
По данным 1973 и 1990 годов деревня Перницы входила в состав Новосельского сельсовета Сланцевского района.
В 1997 году в деревне Перницы Новосельской волости проживали 5 человек, в 2002 году — 13 человек (русские — 77 %).
В 2007 году в деревне Перницы Новосельского СП проживали 11 человек, в 2010 году — 10 человек.

## География
Деревня расположена в юго-восточной части района на автодороге 41К-794 (Гусева Гора — Малышева Гора).
Расстояние до административного центра поселения — 4 км.
Расстояние до ближайшей железнодорожной платформы Сланцы — 36 км.

## Демография
| 1862 | 2007 | 2010 | 2017 |
| ---- | ---- | ---- | ---- |
| 73   | ↘11  | ↘10  | ↘9   |